# المعس الأعلى (وشحة)

تعديل مصدري - تعديل

المعس الأعلى هي إحدى قرى عزلة ضاعن بمديرية وشحة التابعة لمحافظة حجة، بلغ تعداد سكانها 861 نسمة حسب تعداد اليمن لعام 2004.